# Appare!
Appare!（あっぱれ）は、日本の6人組女性アイドルグループ。2016年7月に天晴れ!原宿（あっぱれはらじゅく）として結成され、2020年7月にAppare!へ改名した。レコードレーベルはビクターエンタテインメントで、愛称は「天晴れ」である。

## 概要
2016年7月にデビュー。世界中のKAWAIIを取り入れて独自のカルチャーを生み出す「原宿」のように、「天晴れ！」なKAWAIIカルチャーを創造して世界に発信する、をコンセプトとしている。体制変更に伴い、2020年3月8日『天晴れ！原宿ワンマンライブ』公演を最後に充電期間に入り活動を休止した。
2020年4月30日『天晴れ！原宿ワンマンライブ〜Appare!Start!〜』公演にて活動を再開した。
2020年7月橋本あみが加入、天晴れ！原宿から Appare! に改名。

### ファン
1980年代に原宿の歩行者天国で一世を風靡した竹の子族にあやかり再び「竹の子」ムーブメントを起こすため、2016年6月に公式Twitterでファンを「竹の子と呼ぶ」と発表した。

### 特徴
「Appare!=ライブ」とメンバー自身もよく口にするように、ライブの熱量に定評がある。2022年は140公演、2023年は160公演と、土日・祝日はほぼ毎週、フリーライブ、対バン、フェスなど大小含めて、時に1日複数公演さまざまなライブに出演している。
また、出演するライブのにおいては基本的に全て「動画・静止画ともに撮影可」としており、カメコたちからの人気も高い。

## 略歴

### 2016年
- 7月2日 - 『アイドル横丁夏まつり!!〜2016〜』でステージデビュー[7][8]。
- 7月10日 - 初の主催イベント『APPARE! HARAJUKU Start Up Party!〜Free Live!〜』を開催。
- 12月20日 - デビューアルバム『APPARE! WORLD』を自社レーベルのTAKENOKO Musicから発売。
- 12月27日 - 原宿クエストホールで1stワンマンライブ『竹の子ワンダーランド』を開催。

### 2017年
- 1月16日 - AbemaTV『原宿アベニュー』の1月度エンディングテーマとして「アッパレルヤ!!」が起用。
- 3月25日・26日 - 香港で初めて海外公演。
- 4月25日 - 1stシングル「この先へ!/カラフルミラクルディスカバリー」をTAKENOKO Musicから発売。
- 4月29日 - 5月28日 - 南堀江Knave、名古屋・ell.SIZE、TSUTAYA O-EASTでンマン東名阪ツアー『カラフルミラクルディスカバリーツアー』を開催[9]。
- 6月24日 - 『TIFメインステージ争奪LIVE〜前哨戦〜』2部を2位で通過。
- 7月2日 - 1周年記念イベントをAKIBAカルチャーズ劇場で開催。
- 7月8日・9日 - 『アイドル横丁夏まつり!!〜2017〜』で2日間計5ステージに出演し、初日に他グループの代理としてメインステージ横丁1番地のトップバッター。
- 7月15日 - 赤坂BLITZで『天晴れ!原宿１周年記念ワンマンライブ〜2年目もおんなじ景色を見よっ〜』を開催。9月20日にOTODAMA RECORDSからCDを発売を発表[10][11][12]し、全国ツアーを告知。
- 8月4日 - 6日 -『TOKYO IDOL FESTIVAL 2017』に出演。8月4日に『TIFメインステージ争奪LIVE ファイナル』で2位。
- 8月30日 - 代々木公園野外音楽堂でゲスト21組のフリーライブ『竹の子の夏は終わらない。〜エンドレスサマー〜』を主催[13]。途中大雨となるが3000人を集客し、『TIF2017メインステージ争奪LIVE 決勝戦』で優勝時に披露を予定した「エンドレスサマー」を初披露。
- 8月31日 - 「エンドレスサマー」を先行配信。
- 9月1日 - 4月頃から休養しながら活動した青木が、メニエール病のために活動を停止[14]。
- 9月5日 - TSUTAYA O-EASTで無料ワンマンライブを開催。
- 9月20日 - OTODAMA RECORDSから「君の眼球越し救いたまえアイドルよ/エンドレスサマー」を発売し、青木が卒業。
- 11月24日 - 2018年1月2日 - 原宿アストロホール、ESAKA MUSE、仙台Hook、名古屋 M.I.D、CLUB CITTA'で『全国ツアー2017 日本全国！せーの、天晴れ！』開催。

### 2018年
- 1月16日 - TSUTAYA O-WEST『天晴れ!原宿単独公演〜天月ゆり卒業公演〜』で天月が卒業[15]。
- 6月27日 - 2ndシングル「パレリラパレリラ/センチメンタルプリズム」を発売。
- 8月7日 - 14日 -『@JAM EXPO 2018』のメインステージ争奪戦予選をSHOWROOMで配信[16]。
- 8月17日 - 日本テレビ1F大屋根特設の未来のミライステージで『@JAM EXPO EXPO 2018』メインステージ争奪戦決勝ライブ出演。SHOWROOM配信予選で4位となり、1番手で登場して持ち時間15分間に逆転優勝した。
- 9月1日 - 代官山UNIT『天晴れ!原宿単独公演〜中江さき卒業公演〜』で、中江が卒業[17]。
- 9月28日 - FRESH LIVEで『天晴れ!原宿のドキュメンタリー番組を制作して上映会＆スペシャルライブがしたい！プロジェクト』を発表[18]。
- 10月21日 - 『@JAM EXPO 2018』メインステージ争奪戦決勝ライブ優勝の公約とした運動会イベント『天晴れ！大運動会』を開催。卒業した中江も特別ゲストとして参加。
- 10月25日 - 東雲が「天晴れ!原宿を抜けてまで挑戦したいことがある」という本人の意思により卒業することを発表[19]。
- 12月6日 - 白金高輪 SELENE b2『天晴れ!原宿単独公演〜東雲しの卒業公演〜』で、東雲が卒業。
- 12月8日 - 心斎橋SUNHALL『天晴れ!原宿 東名阪ツアー 大阪公演』で新メンバー工藤と藍井が加入。ステージ上で初めて担当カラーを発表。

### 2019年
- 1月6日 - 渋谷CLUB QUATTROで『天晴れ!原宿 東名阪ツアー 東京公演』を開催。新曲「アッパライナ」を初披露し、日本コロムビアからCDを発売することを発表し、全国ツアーを告知。
- 6月8日 - キングレコードから移籍第1弾シングルを発売することを発表[20]。

### 2020年
- 1月14日 - 渋谷WWW Xでワンマンライブ『APPARE! NEW YEAR PARTY東京公演』を開催。体制変更のため新宿BLAZEで開催されるライブをもって充電期間に入ることを発表[1][2][3]。
- 2月14日 - シングル「ギミギミダーリン」を発売[21]。
- 3月8日 - 新宿BLAZEで行われたワンマンライブ『天晴れ!原宿ワンマンライブ〜THE LAST〜』で、成実が卒業してグループも活動を停止した[22][23]。
- 7月5日 - 充電期間明け初となるワンマンライブ『天晴れ!原宿 4周年記念生配信ワンマンライブ〜Appare!Start〜』を開催。新体制となり、天晴れ!原宿からAppare!に改名することが発表された。新曲「だいきらいフューチャー」、「約束の続き」を披露。コロナ禍ではあるが豊洲PITで観客を入れたワンマンライブ『Appare! 1st OneMan LIVE』を開催することが発表された。

### 2021年
- 2月19日 - 初のテレビ冠番組『Appare!@チャンネル』が放送開始。

### 2022年
- 3月 - テレビ神奈川 (tvk) 制作の音楽情報バラエティ番組『関内デビル』の3月エンディングテーマに『フレ！フレ！ヒーロー！』が起用される。

### 2023年
- 8月6日 - TIFアイドル総選挙2023で優勝[24]。

### 2024年
- 8月16日 - 台風7号のため公共交通機関が計画運休し、日本武道館で予定したライブ・コンサートを中止した[25]が、武道館からメンバー全員で緊急生配信。2025年1月29日の武道館リベンジ公演を発表[26]。

### 2025年
- 1月29日 - 日本武道館で単独公演『Appare!やったれ武道館〜絶対！玉ねぎいただきます！〜』を開催[27]。昨年中止になった日本武道館公演のリベンジを果たした。同時に開催した『大快晴！てるてる坊主1万個チャレンジ！』では13,999個を集めギネス世界記録に認定[28]。また同日、ビクターエンタテイメントに移籍する事を発表[29]。
- 2月14日 - 『2025東京ヴェルディ応援隊』に就任[30]。
- 3月6日 - TikTok LIVE アイドルプログラム 第一弾公式アンバサダーに就任[31]
- 3月20日 - 4月6日 『Appare!玉ねぎごちそうさま！ツアー2025』開催[32]。
- 4月19日 - 工藤のか卒業[33]。
- 4月26日 - 恵比寿ザ・ガーデンホール 『Appare!START！』にて新6人体制での活動を開始。
- 5月7日 - Appare!公式TikTokアカウントにて『Appare!のバズらせナイト』生配信スタート。MCは土佐兄弟。
- 6月18日 - ビクターエンタテインメントより『大爆走！しゅばどかーん！』でメジャーデビュー。発売を記念して全国10ヶ所で全公演観覧無料のリリースイベントを開催。うち6公演はメンバープロデュース。発売日には、ダイバーシティ東京プラザ フェスティバル広場でミニライブを行った。
- 7月9日 - 『Appare!9周年ワンマンライブ〜9年目のありがとう。ここから、もっと。〜』を横浜赤レンガ倉庫 野外ステージで開催。デビューの地であるステージで9年前を彷彿とさせるセットリストを組む中、ライブ中盤には、GReeeeNの音楽プロデューサー・JINが作詞・作曲を手掛けた新曲「YELL」を披露した。
- 8月1～3日 - 『TOKYO IDOL FESTIVAL 2025』に3日とも出演。初日はこの年に新設されたTOROCCO PARKのトップバッターを務め、トークステージ企画「サッカー大好き部～GO BEYOND サッカー愛で超えろ～」では東京ヴェルディ応援隊としてマスコットのリヴェルンと共に出演した。2日目のHOT STAGE（メインステージ）では、権利の関係で単独ライブ以外では披露できないとされてきた「I YOU WE OUR」を解禁。さらに『にしたんクリニックNダンス選手権』で優勝し、タクシー広告出演権を獲得した。3日目は、野外の人気ステージSMILE GARDENでの歌唱のほか、初日に続き「 IDOL盆踊りナイト」で「Summer spit！」の盆踊りアレンジを披露、グランドフィナーレ出演で締めくくった。

## メンバー
メンバーの順番はオフィシャルサイト記載順。
| 名前                         | 生年月日（年齢）       | 出身     | 血液型  | 愛称     | 身長  | カラー         | 備考                                            |
| ---------------------------- | ---------------------- | -------- | ------- | -------- | ----- | -------------- | ----------------------------------------------- |
| 朝比奈れい （あさひな れい） | 2000年3月17日（25歳）  | 東京都   | O型     | れいちむ | 154cm | 赤             |                                                 |
| 永堀ゆめ （ながほり ゆめ）   | 2001年11月6日（23歳）  | 神奈川県 | O型     | ゆめめ   | 147cm | ミントグリーン | 2018年3月18日加入。 元With Love（永堀夢乃）     |
| 藤宮めい （ふじみや めい）   | 2001年9月27日（23歳）  | 東京都   | O型     | めいぽむ | 149cm | 白             | 2018年3月18日加入。 元MAID IN TOKYO（丸山めい） |
| 七瀬れあ （ななせ れあ）     | 2003年3月29日（22歳）  | 神奈川県 | A型     | れあたん | 153cm | 黄色           | 2018年3月18日加入。                             |
| 藍井すず （あおい すず）     | 2001年12月7日（23歳）  | 栃木県   | B型     | すずぽん | 156cm | 青             | 2018年12月8日加入。                             |
| 橋本あみ （はしもと あみ）   | 2000年11月24日（24歳） | 愛媛県   | 多分A型 | あみち   | 153cm | 桃             | 2020年7月5日加入。                              |

### 旧メンバー
| 名前                   | 生年月日（年齢）      | 愛称       | 身長  | カラー | 活動期間                      | 備考                                                                 |
| ---------------------- | --------------------- | ---------- | ----- | ------ | ----------------------------- | -------------------------------------------------------------------- |
| 青木りさ あおき りさ   | 2001年9月12日（23歳） | りさりん   | 160cm | 黄色   | 結成 - 2017年9月20日          | 元Stereo Tokyo（青木理咲） 後にネコプラ∞や＃2i2で活動                |
| 天月ゆり あまつき ゆり | 2000年3月17日（25歳） | ゆりちー   | 148cm | 白     | 結成 - 2018年1月16日          | 後にラルムーン（双葉ゆり）                                           |
| 中江さき なかえ さき   | 1999年10月9日（25歳） | さきっちょ | 151cm | 青     | 結成 - 2018年9月1日           | 元Kin♡Gin♡Pearls（Saki） 後に中江早紀として活動                      |
| 東雲しの しののめ しの | 1999年2月4日（26歳）  | しぃのん   | 164cm | 紫     | 結成 - 2018年12月6日          | 後に#きっと誰かの秘密兵器（五色乃いと）                              |
| 成実みく なるみ みく   | 2001年1月23日（24歳） | みくちゅ   | 158cm | 桃     | 結成 - 2020年3月8日           |                                                                      |
| 工藤のか くどう のか   | 2003年2月20日（22歳） | のかのか   | 168cm | 紫     | 2018年12月8日 - 2025年4月19日 | 在籍中は歯科衛生士の専門学校に通い、国家資格を取得。卒業後は一般就職 |

## 作品
順位はオリコン週間ランキング最高位。

### シングル
| #                          | 発売日         | タイトル                                           | 規格品番                                 | 順位           |                |
| TAKENOKO Music             | TAKENOKO Music | TAKENOKO Music                                     | TAKENOKO Music                           | TAKENOKO Music | TAKENOKO Music |
| -------------------------- | -------------- | -------------------------------------------------- | ---------------------------------------- | -------------- | -------------- |
| 1                          | 2017年4月25日  | この先へ!/ カラフルミラクルディスカバリー          | TAKENOKO-02                              | 33位           |                |
| OTODAMA RECORDS            |                |                                                    |                                          |                |                |
| 2                          | 2017年9月20日  | 君の眼球越し救いたまえアイドルよ/ エンドレスサマー | POCE11045                                | 11位           |                |
| 3                          | 2018年6月27日  | パレリラパレリラ/ センチメンタルプリズム           | POCE-11105                               | 09位           |                |
| 日本コロムビア             |                |                                                    |                                          |                |                |
| 4                          | 2019年5月1日   | アッパライナ                                       | COCA-17585                               | 02位           |                |
| キングレコード             |                |                                                    |                                          |                |                |
| 5                          | 2019年9月18日  | あっぱれサマーっ!!                                 | KICM-91957                               | 09位           |                |
| 6                          | 2020年2月14日  | ギミギミダーリン                                   | KICM-92031                               | 07位           |                |
| Appare! RECORDS            |                |                                                    |                                          |                |                |
| ７                         | 2021年7月21日  | 僕らのワンダーランド                               | APPR-3<Type-A> APPR-4<Type-B>            | 19位           |                |
| 8                          | 2023年4月4日   | いいかんじっ! / 破天荒シンデレラ                   | APPR-8                                   | 10位           |                |
| 9                          | 2023年8月24日  | Summer spit！/ ゴールデンタイム                    | APPR-9 APPR-10(タワーレコード限定ver.)   | 23位           |                |
| ビクターエンタテインメント |                |                                                    |                                          |                |                |
| 10                         | 2025年6月18日  | 大爆走！しゅばどかーん！ / 本日は晴天なり          | 初回限定盤：VIZL-2440 通常盤：VICL-37776 | 010位          |                |

### アルバム
| #               | 発売日         | タイトル         | 規格品番                      | 楽曲 | 順位           |
| TAKENOKO Music  | TAKENOKO Music | TAKENOKO Music   | TAKENOKO Music                | TAKENOKO Music | TAKENOKO Music |
| --------------- | -------------- | ---------------- | ----------------------------- | --- | -------------- |
| 1               | 2016年12月20日 | APPARE! WORLD    | TAKENOKO-001                  | 1. Overture 2. ハジマリのアイズ 3. 超絶スーパーLOVE! 4. Our Music 5. アッパレルヤ!! 6. キミだけのワンダーランド 7. 幽玄テリトリー 8. 原宿サニーデイ 9. 天晴レペゼン 10. アイネクライネ幼き恋だね | N/A            |
| Appare! RECORDS |                |                  |                               | |                |
| 2               | 2021年3月10日  | Appare!Parade    | APPR-1<Type-A> APPR-2<Type-B> | 1. Overture 2. 約束の続き 3. だいきらいフューチャー 4. 最高は終わらない 5. 私たちは輝いているんだ 6. Girls Be Funky! 7. Appear on the stage 8. 2020 9. あっぱれ！正攻法 10. ダフネ | 26位           |
| 3               | 2022年3月28日  | Appare!TOYBOX    | APPR-5<Type-A> APPR-6<Type-B> | 1. アッパレビバディ 2. スカイラインファンファーレ! 3. パヤパヤ 4. フレ！フレ！ヒーロー 5. イロハニホヘトチリマセン 6. アッパライナ 7. 原宿サニーデイ 8. ホットラブウィンター 9. 汽水ガール 10. Our Music | 30位           |
| 4               | 2022年11月24日 | Appare!Future    | APPR-7                        | 1. さんざめく 2. Wai Wai ダンスフィーバー 3. 絶対猛信デイドリーマー 4. サビからはじまるyoursong 5. 激奏！アンサンブル 6. アガレ！ 7. 青いフレア 8. ぱ ぴ ぷ ぺ POP! | 23位           |
| 5               | 2025年3月18日  | Appare!BonVoyage | APPR-11                       | 1. 未体験 Be Alright！ 2. 好きだ、まじで！ 3. 特注オートクチュールダンス 4. 太陽SUMMER！ 5. 一生スマホ触っていたいの♡ 6. OSHIOSHIO 7. シンフォニア 8. 新世紀ヒットパレード 9. コードネーム：O.N.I.O.N 10. 大快晴ボンボヤージュ！ -BONUS TRACK- 11. 汽水ガール（-Budokan Live ver.-） 12. キミだけのワンダーランド（-2024ver.-） | 39位           |

## タイアップ
| 起用年 | タイトル            | タイアップ先                                             |
| ------ | ------------------- | -------------------------------------------------------- |
| 2022年 | フレ!フレ!ヒーロー! | テレビ神奈川（tvk）『関内デビル』3月度エンディングテーマ |

## メディア出演

### テレビ
- Appare!@チャンネル（2022年1月9日 - 4月、日テレプラス）初の冠バラエティ番組となる
- Appare!@チャンネル〜日比谷野音への道〜（2022年4月4日-18日、日本テレビ）初の地上波冠バラエティ番組となる
- Appare!のいったれテレビ〜日比谷野音への道〜（2022年5月27日-、日テレプラス）
- Appare! やったれ武道館 〜絶対!玉ねぎいただきます！〜独占生中継（2025年1月29日、テレ朝チャンネル1）
- Appare! やったれ武道館 〜絶対!玉ねぎいただきます！〜「完全版」（2025年3月23日、テレ朝チャンネル1）
- 関内デビル（2025年4月2日〜、テレビ神奈川）毎週水曜日、レギュラーコーナー『Appare!かながわ大冒険』を担当
- FAVE IDOLS 〜今推したい最強アイドル〜（2022年4月7日,14日,21日、日本テレビ放送網）

### ラジオ
- Music Spice!（2021年10月5日 - 、FM FUJI）
- Appare!のがむしゃらファンファーレ♬（2023年10月5日 - 、文化放送）
- まいどおおきに!!Appare!でーす！（2024年11月9日 - 、MBSラジオ・GAORA SPORTS）[36]
- FMヨコハマ「Loco Spirits!」（2025年3月21日、横浜エフエム放送）

### X
- Appare! (@official_appare) - X
- 朝比奈れい (@appare_rei) - X
- 橋本あみ (@appare_ami) - X
- 永堀ゆめ (@appare_yume) - X
- 藤宮めい (@appare_may) - X
- 七瀬れあ (@appare_rea) - X
- 藍井すず (@appare_suzz) - X
- 工藤のか (@appare_noka) - X